# Ola Aina
Ola Aina, właśc. Temitayo Olufisayo Olaoluwa Aina (ur. 8 października 1996 w Londynie) – nigeryjsko-angielski piłkarz, występujący na pozycji obrońcy w angielskim klubie Nottingham Forest oraz w reprezentacji Nigerii. Srebrny medalista Pucharu Narodów Afryki 2023 oraz Brązowy medalista Pucharu Narodów Afryki 2019.

## Kariera klubowa
W czasach juniorskich trenował w Chelsea F.C. W 2016 roku dołączył do seniorskiego zespołu tego klubu. W sezonie 2017/2018 przebywał na wypożyczeniu w Hull City A.F.C. Od 14 sierpnia 2018 na wypożyczeniu w Torino FC. W sezonie 2020/2021 był zawodnikiem Fulham. W 2023 przeszedł do Nottingham Forest.